# ديفيد بارتون (سياسي)
ديفيد بارتون (بالإنجليزية: David Barton)‏ هو قاضي وسياسي أمريكي، ولد في 14 ديسمبر 1783 في الولايات المتحدة، وتوفي بنفس المكان في 28 سبتمبر 1837. حزبياً، نشط في الحزب الجمهوري الديمقراطي. انتخب عضو مجلس ولاية ميزوري وانتخب عضو مجلس الشيوخ الأمريكي.